# Tom Wallisch
Thomas (Tom) Wallisch (Pittsburgh, 22 juli 1987) is een Amerikaanse freestyleskiër, die is gespecialiseerd op het onderdeel slopestyle.

## Carrière
Wallisch won de gouden medaille op het onderdeel slopestyle tijdens de Winter X Games XVI in Aspen. Bij zijn wereldbekerdebuut, op 4 maart 2012 in Mammoth Mountain, boekte de Amerikaan direct zijn eerste wereldbekerzege. Op de wereldkampioenschappen freestyleskiën 2013 in Voss veroverde hij de wereldtitel op het onderdeel slopestyle.

## Resultaten

### Wereldkampioenschappen
| Jaar | Plaats | Resultaten |
| ---- | ------ | ---------- |
| 2013 | Voss   | Slopestyle |

### Wereldbeker
Eindklasseringen
| Seizoen   | Algm | SS   |
| --------- | ---- | ---- |
| 2011/2012 | 47e  | Goud |
| 2013/2014 | 89e  | 17e  |

Wereldbekerzeges
| Datum        | Plaats           | Onderdeel  |
| ------------ | ---------------- | ---------- |
| 4 maart 2012 | Mammoth Mountain | Slopestyle |